# Deutsche Gesellschaft für Phoniatrie und Pädaudiologie
Die Deutsche Gesellschaft für Phoniatrie und Pädaudiologie e. V. (abgekürzt DGPP) ist die wissenschaftliche Fachgesellschaft der Ärzte für Phoniatrie und Pädaudiologie (vorübergehende Facharztbezeichnung „Ärzte für Stimm-, Sprach- und kindliche Hörstörungen“ von 2004 bis 2018) in Deutschland.
Diese wurde 1983 gegründet und ging aus der 1966 gegründeten „Arbeitsgemeinschaft der deutschsprachigen Phoniater“ hervor.
Ihr satzungsgemäßer Zweck ist:
- Förderung von Wissenschaft, Forschung und Lehre im Gebiet der Phoniatrie und Pädaudiologie
- Förderung der Fort- und Weiterbildung im Fachgebiet

Die Vereinszwecke werden verwirklicht insbesondere durch:
- Unterstützung von Forschungsvorhaben und der Lehre in der Phoniatrie und Pädaudiologie,
- Veranstaltung von wissenschaftlichen Kongressen und Fortbildung der Ärzte,
- Unterstützung bei der Entwicklung von Verfahren und Geräten zur Diagnostik und Therapie sowie von Heil- und Hilfsmitteln in der Phoniatrie und Pädaudiologie,
- Erarbeitung von Vorschlägen zur Anpassung der Weiterbildungsordnung in der Phoniatrie und Pädaudiologie (Sprach-, Stimm- und kindliche Hörstörungen) an den aktuellen Stand der Entwicklung,
- Öffentlichkeitsarbeit im Sinne der Phoniatrie und Pädaudiologie.
- die Weiterentwicklung der medizinischen Versorgung stimm-, sprech-, sprach- und schluckgestörter Patienten sowie hörgeschädigter Kinder zur Verbesserung der Volksgesundheit.

Vollmitglieder können Ärzte mit abgeschlossener Weiterbildung im Fachgebiet, oder natürliche Personen mit einem besonderen Interesse am Fachgebiet werden. Ärzte in der Weiterbildung können als Juniormitglieder mit eingeschränkten Mitgliederrechten aufgenommen werden. Über Aufnahmeanträge entscheidet der Vorstand, durch den Antragsteller müssen zwei Vollmitglieder als Bürgen benannt werden.
Im Juli 2024 waren 261 Vollmitglieder in der DGPP registriert, plus 29 Juniormitglieder, sowie 47 Rentner, Ehren- und ausländische Mitglieder.
Seit September 2024 ist Christina Pflug (Hamburg) Präsidentin der Fachgesellschaft. Past-Präsident ist Dirk Mürbe (Berlin), Incoming-Präsident Matthias Echternach (München).
Gerhard Kittel, Gründungspräsident der DGPP, wurde 2008 anlässlich der 25. Jahrestagung in Düsseldorf zum ersten Ehrenpräsidenten der Gesellschaft ernannt.

## Mitgliedschaften-Kooperationen
Die DGPP ist Mitglied der Arbeitsgemeinschaft der Wissenschaftlichen Medizinischen Fachgesellschaften, der Union Europäischer Phoniater (UEP), sowie der International Association of Logopedics and Phoniatrics (IALP).
Delegierte der DGPP sind u. a. zur Global Burden of Disease Hearing Loss Expert Group der WHO, dem Bureau International d'Audiophonologie (BIAP), der International Federation of Otorhinolaryngeal Societies (IFOS), der International Association of Physicians in Audiology (IAPA), dem Centre Permanent de Liaison des Orthophonistes / Logopèdes de l'Union Européenne (CPLOL), der European Academy of Phoniatrics (EAP), der European Union of Medical Specialists (UEMS), dem G-BA, der Deutschen Gesellschaft für Stimm- und Sprachheilkunde (DGSS), der Gesellschaft für interdisziplinäre Spracherwerbsforschung und kindliche Sprachstörungen im deutschsprachigen Raum e. V. (GISKID) entsandt.

## Forschungspreise
Die Fachgesellschaft vergibt auf ihren Jahrestagungen eine Reihe von Preisen für Forschung und Lehre aus den verschiedenen Bereichen des Fachgebietes:
Preise der DGPP:
- Hermann-Gutzmann-Medaille (erstmals im Rahmen einer Tagung 1980 „75 Jahre Charité“ vergeben, seitdem unregelmäßig)
- Verdienstmedaille der DGPP (seit 2011, unregelmäßig)

Von Stiftungen und Privatpersonen, aus der Industrie:
- Annelie-Frohn-Preis der DGPP (1994 bis 2016)
- KIND-Promotionspreis (seit 2002)
- Rehder-Posterpreis der DGPP (2002 bis 2018)
- Karl-Storz-Preis für Lehre in der Phoniatrie und Pädaudiologie (seit 2003)
- ATOS-MEDICAL-Preis für Rehabilitation in der Phoniatrie und Pädaudiologie (2004 bis 2013)
- Gerhard Kittel-Medaille zur Förderung des wissenschaftlichen Nachwuchses (alle zwei Jahre seit 2004)
- Goldschmidt-Posterpreis (seit 2019)
- XION-Innovationspreis (seit 2020)

## Ehrenmitglieder
Für besondere Verdienste um das Fachgebiet Phoniatrie und Pädaudiologie und die DGPP e.V. wurden bisher folgende Personen zu Ehrenmitgliedern ernannt:
- Friedrich R. Frank, Wien
- Jenö Hirschberg, Budapest
- Christiane Kiese-Himmel, Göttingen
- Nasser Kotby, Kairo
- Hans von Leden, Los Angeles
- Antoni Pruszewicz, Poznań
- Jürgen Wendler, Berlin
- Manfred Gross, Berlin